# Tour DuPont
De Tour DuPont was een Noord-Amerikaanse etappewedstrijd in het wielrennen die werd gehouden van 1991 tot 1996, en een voortzetting van de Trump Tour die in 1989 en 1990 gehouden werd.
Het was de bedoeling wielrennen in de Verenigde Staten even populair te maken als in Europa. Daarvoor was een wedstrijd nodig die het prestige van de Ronde van Frankrijk zou benaderen. Net als bij de voorganger in 1989 en 1990, toen zakenman Donald Trump zijn achternaam aan het evenement meegaf, werd de ronde genoemd naar de hoofdsponsor, het chemisch bedrijf DuPont. De ronde kende een relatief succes, en kon elk jaar grote namen aan de start krijgen (onder anderen Lance Armstrong en Greg LeMond). Buiten de wielerwereld was de belangstelling echter miniem zodat, nadat hoofdsponsor DuPont zich terugtrok uit het project, de ronde ophield te bestaan.

## Overzicht winnaars
Tour de Trump
- 1989 –  Dag Otto Lauritzen
- 1990 –  Raúl Alcalá

Tour DuPont
- 1991 –  Erik Breukink
- 1992 –  Greg LeMond
- 1993 –  Raúl Alcalá
- 1994 –  Vjatsjeslav Jekimov
- 1995 –  Lance Armstrong
- 1996 –  Lance Armstrong